# Economía de la provincia de Almería
La economía de la provincia de Almería es el estudio y la historia de los medios necesarios para la satisfacción de las necesidades humanas materiales de la provincia de Almería (Andalucía, España) y de sus pobladores a lo largo del tiempo. El modelo actual se basa principalmente en la agricultura intensiva, el turismo, los servicios e industrias asociados y la explotación de las canteras de mármol. Se encuentra a la cabeza de Andalucía en renta per cápita.

## Reseña geográfica
La provincia de Almería se encuentra situada en el extremo oriental de la comunidad autónoma de Andalucía, en el sudeste de España, correspondiendo a la zona sur oeste de Europa. Sus costas están bañadas por el mar Mediterráneo, siendo su principal accidente costero el Cabo de Gata. Tiene una superficie de unos 8774 km², un relieve sumamente escarpado, con una altitud media de unos 860 m s. n. m. (la media de la península ibérica es de 660), y máxima de 2609 (El Chullo). Se organiza administrativamente en 103 municipios, siendo su capital la ciudad de Almería.

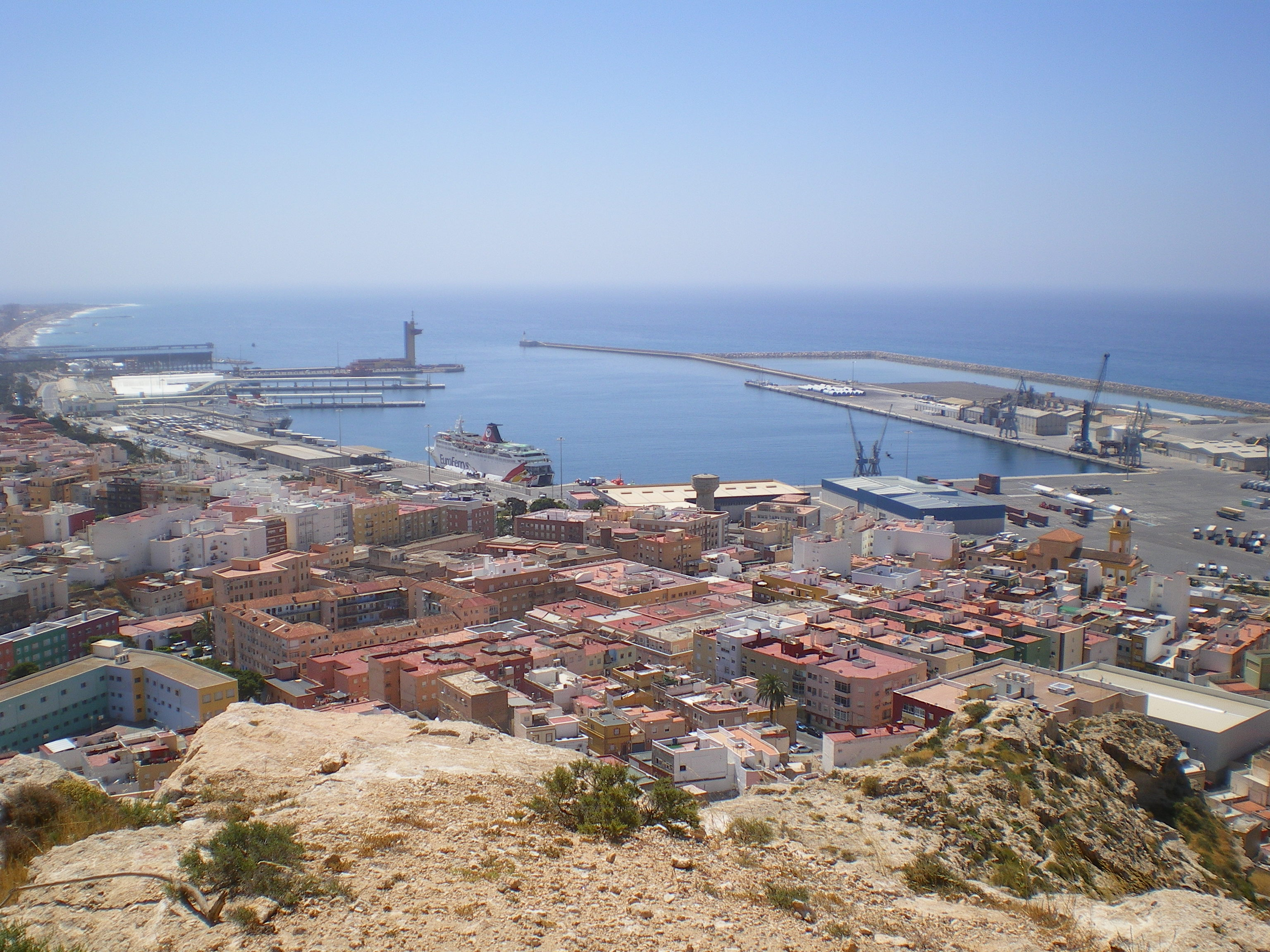
Puerto comercial.
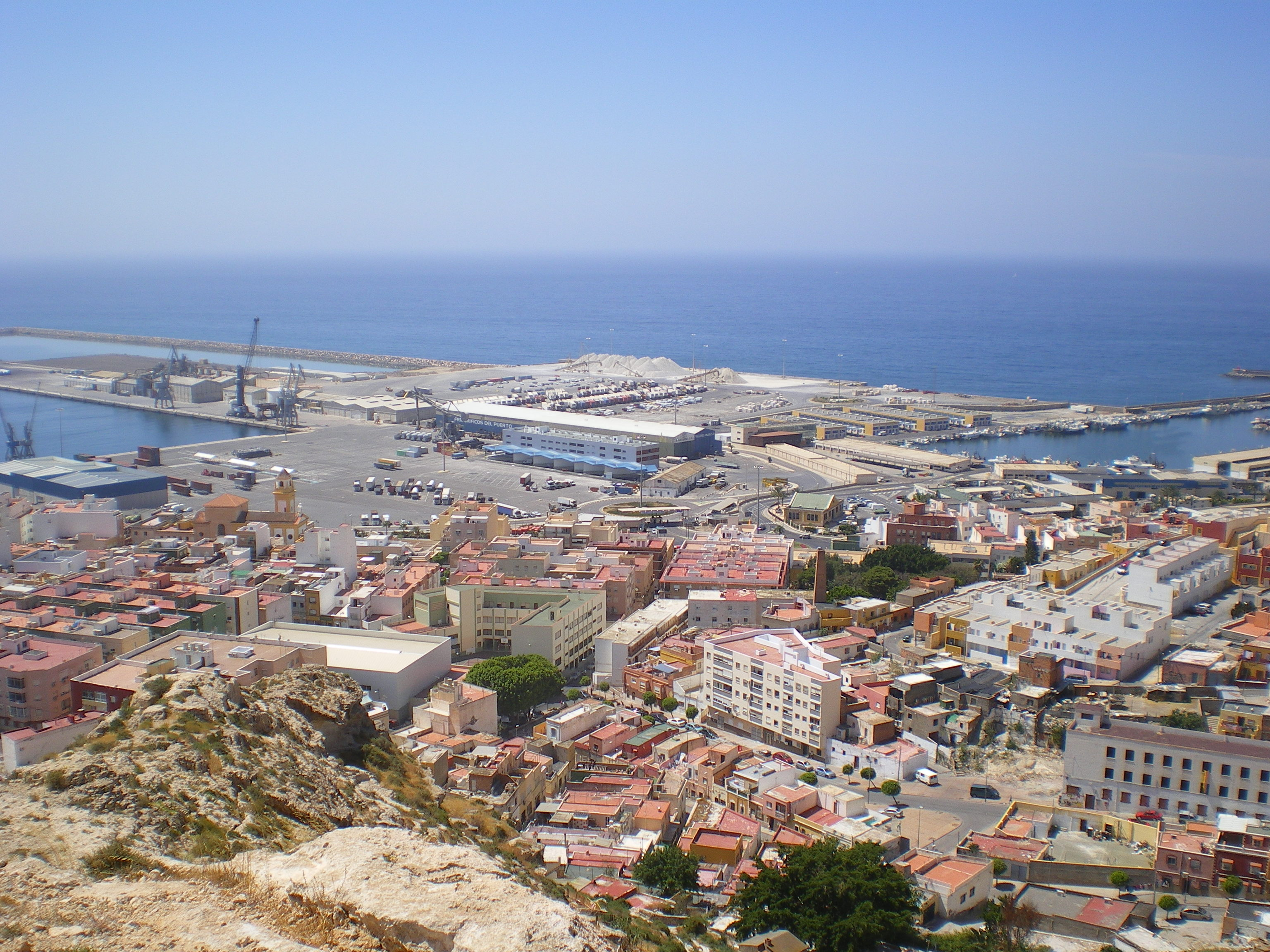
Muelles comerciales.
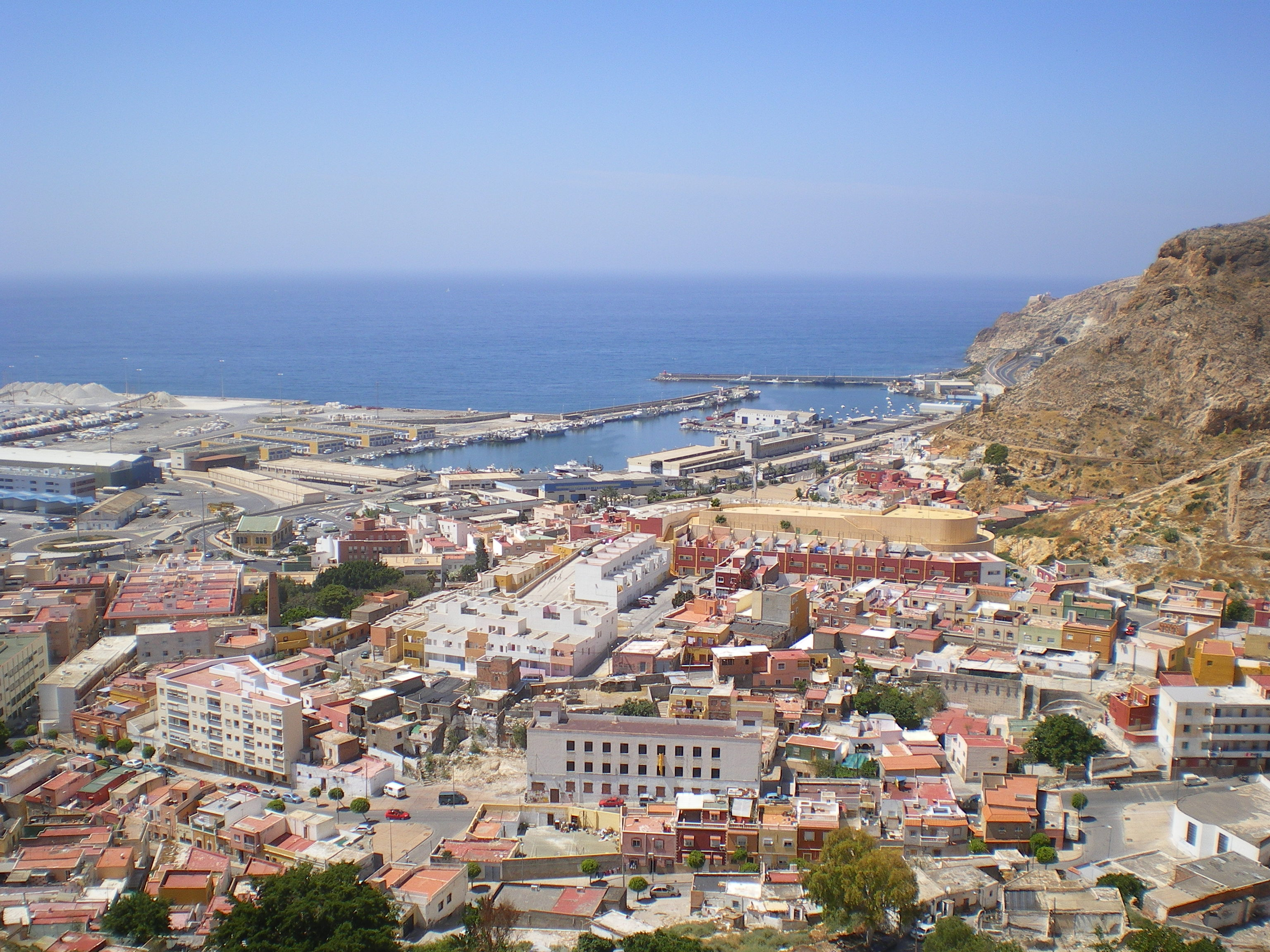
Puerto pesquero.

## Generalidades

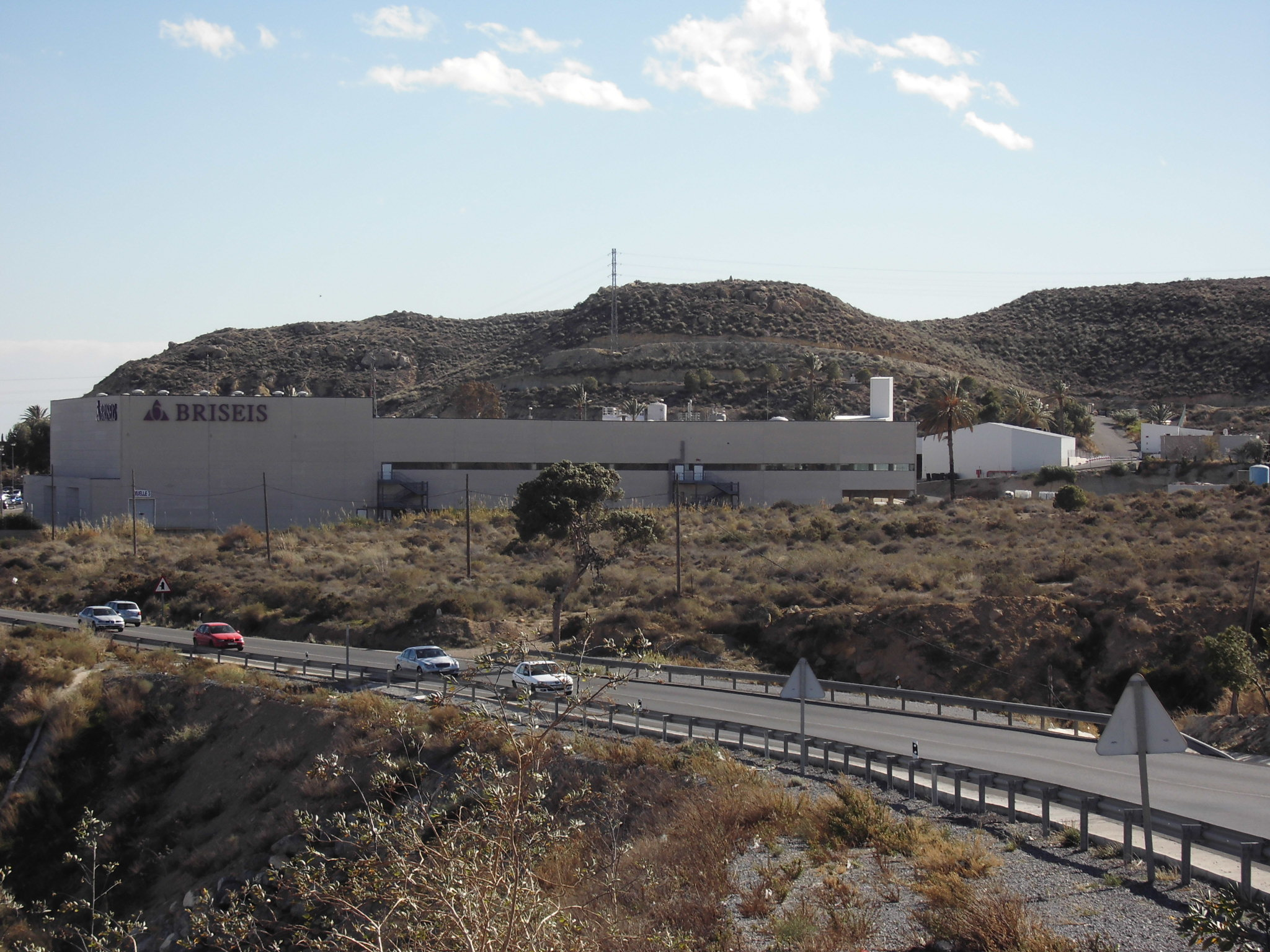
Planta de la fábrica de perfumes Briseis en Benahadux.

Desde finales del siglo XX hasta principios del siglo XXI pueden observarse una serie de fenómenos indicativos de la evolución de la economía provincial hasta su estado actual (año 2010):
- Fuerte tendencia a la reducción de la población empleada en la agricultura y la pesca, que contrasta con un incremento del valor de su producción, indicativos de su alta rentabilidad, y creciente importancia de la agricultura intensiva y tecnológica en el marco de los cultivos forzados en invernadero.
- Lento pero progresivo crecimiento del sector terciario o de servicios, especialmente en los municipios más dinámicos económicamente.
- Ligero descenso del sector secundario en general y crecimiento muy irregular de la construcción, sector especialmente sensible a los ciclos económicos, que contrasta con la importancia de la industria en la comarca del mármol.

## Reseña histórica
Cuando en 1833 se crea la provincia de Almería la base de su economía es la explotación de los recursos naturales, mineros y agrícolas fundamentalmente. Se explotan plantas industriales como la barrilla y el esparto y posteriormente el naranjo y la vid. Buena parte de estos sectores, en especial la minería, dependen de capital extranjero. Este sistema y el desigual crecimiento de los distintos sectores que no iba parejo con el de los demás se vio forzadamente compensado con la emigración hasta bien entrada la década de 1960, principalmente a Argelia, Argentina o bien a Francia y Alemania.

### Sectores históricos
Los recursos mineros ya eran explotados en la antigüedad. Algunas de las industrias tradicionales proceden de la época árabe.
- Almazaras, en relación con el cultivo del olivo.
- Almadrabas, en relación con la pesca (atún).
- Atarazanas, construcción naval.
- Seda, asociada al cultivo de la morera.
- Canteras de mármol.
- Minería del oro, plomo o azufre.
- Celulosa – Papel, en relación con el cultivo y recolección del esparto.
- Azúcar, en relación con el cultivo de la caña.
- Accesorios de automóviles.
- Material ferroviario.

## Sectores productivos

### Sector primario

#### La minería

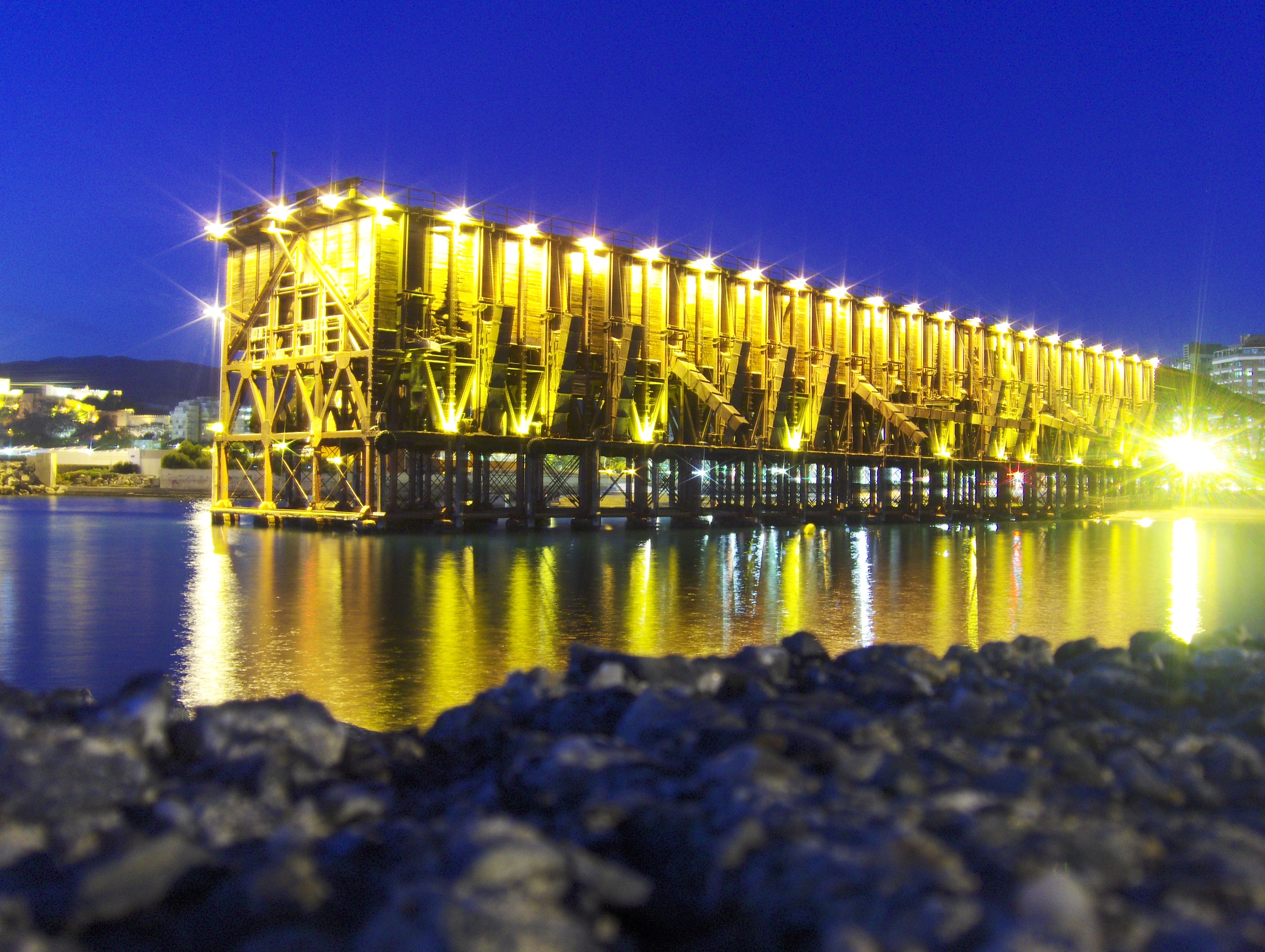
Descargadero de mineral o Cable Inglés en Almería.

Las explotaciones más representativas fueron la minería del plomo en la Sierra de Gádor y Sierra Almagrera, en Cuevas del Almanzora, desde aproximadamente 1820 y fundamental hasta finales del siglo XIX; el hierro, extraído de las sierras del interior, la producción minera más relevante entre 1890 y la década de 1930. Este nuevo ciclo regentado por empresas internacionales de mayor tamaño sería el motor impulsor de la construcción del ferrocarril en la provincia. En 1839 se descubre en la Sierra Almagrera el filón de plomo argentífero del Jaroso. A comienzos del siglo XX se construirían los denominados Cable Francés (1920) y Cable Inglés (1904) para la descarga de mineral en el puerto de Almería. 
En la actualidad el sector de la minería mantiene una gran importancia en las poblaciones de Macael y Olula del Río con la extracción del mármol de Macael. Aquí se encuentra Grupo Consentino, la empresa que más factura de la provincia de Almería (2017). El sector se encuentra muy bien posicionado en el mercado internacional y destaca por sus inversiones en I+D. Además de la extracción en canteras también se elabora piedra natural extraída en otras localizaciones.

#### Agricultura tradicional
En Almería conviven tres modelos productivos:
1. Agricultura de mercado, intensiva, de base tecnológica, en base al cultivo en invernadero, bajo plástico, en terreno enarenado.
2. Agricultura de productos tradicionales, como cereales, almendros, olivos, cítricos.
3. Agricultura de ocio y recreación.

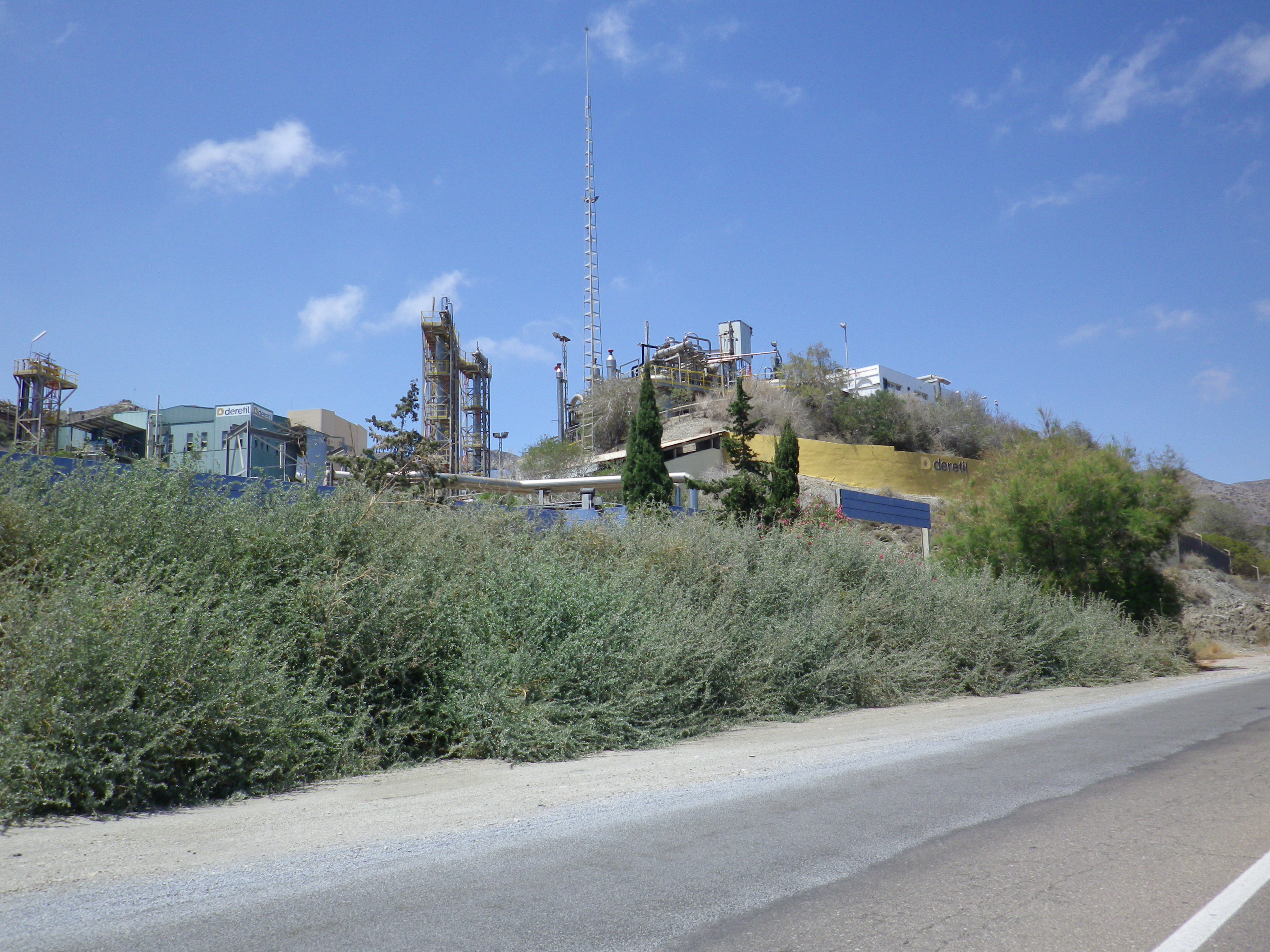
Planta de Deretil de productos farmacéuticos y abonos en Villaricos (Cuevas del Almanzora).

Predomina el régimen de propiedad sobre el arrendamiento o la aparcería y un tamaño pequeño de las explotaciones agrícolas que no suelen superar las 5 has., quedando el número de las de mayor tamaño a gran distancia. Productos de huerta que permiten una mínima industrialización sobre la base de cultivos y gastronomía tradicionales, como Industrias Alimenticias Suflí.
- El esparto: Importante producto de exportación desde mediados del siglo XIX. Uno de los principales importadores era el Reino Unido, para su industria papelera. Su uso anterior a las importaciones era sobre todo artesanal (esparto labrado): fabricación de sogas y maromas, útiles para la agricultura, la ganadería, la navegación, el hogar y el vestido (alpargatas). Las principales zonas de atochares se encontraban en Níjar y en Sierra Alhamilla, así como las vertientes sur de Sierra de los Filabres, Sierra de Almagro y Sierra de María.
- Uva de mesa: Su cultivo se inicia a comienzos del siglo XIX en la comarca del valle del Andarax, desde Laujar de Andarax hasta Alhama de Almería, fundamentalmente. La reconversión tras la crisis de la filoxera provoca una fuerte expansión a finales del siglo XIX. El 19 de junio de 1924 se crea la “Cámara Oficial Uvera”.[7] Este crecimiento se vio interrumpida con la crisis económica de 1929 y el comienzo de la Segunda Guerra Mundial. Su reactivación se produciría en torno a 1950. Las principales zonas productoras son los municipios de Berja y Dalías (juntos unas 2000 has.) de un total provincial de 4400 has. La llamada “uva del barco”, la variedad “Uva de Ohanes”, entra en declive en la década de 1960, por la competencia del transporte por ferrocarril y carretera y por la pérdida de rentabilidad al ir resultando menos ventajosas las características dureza y conservación propias esta variedad.
- Vid: Hay cinco denominaciones almerienses de “Vino de la Tierra”.[8][9] Desde los años 1990, las empresas como Selección de Vinos de Fondón, Valle Laujar, Bodegas Perfer, Bodegas Viñalmanzora, Iniza, Hacienda Capellanía o Bodegas de Alboloduy han utilizado los productos y usos tradicionales junto con sistemas modernos de producción. Se celebra anualmente la Muestra de Vinos y Brandy de Almería.
- Cítricos: Las plantaciones se inician en el bajo Almanzora en el último tercio del siglo XIX. La crisis uvera de mediados del XX impulsa la expansión de los cultivos de naranjo, en su variedad castellana sobre todo, con nuevas plantaciones en el bajo Andarax. Hacia 1950 se dedican al cultivo del naranjo unas 2000 has. En la provincia. A finales de los años 1960, se llegó al máximo de 5000 has. La rentabilidad de la variedad predominante comienza a disminuir en un mercado saturado y con unos canales de distribución en manos de empresas del levante español. Siguen existiendo sin embargo empresas locales comercializadoras como SAT Cítricos del Andarax.
- Cereales: Norte de la provincia.
- Olivo: El cultivo tradicional se ha tecnificado y desde los años 1990 existen empresas productoras y comercializadoras que inician la vía de la exportación de productos de calidad: Almazara de Canjáyar o Grupo Castillo de Tabernas.

Durante el siglo XIX la agricultura se vio afectada por la competencia de la minería en cuanto a la demanda de trabajadores. Muchos agricultores encontraron un trabajo mejor remunerado en la minería, dejando los campos sin mano de obra y provocando que los terratenientes tuvieran que aumentar los jornales. En consecuencia, estas labores de cultivo se vieron forzadas a abandonar su actividad dado que no compensaba la escasa producción con los altos costes de mantenimiento de las fincas.

#### Agricultura intensiva: invernaderos

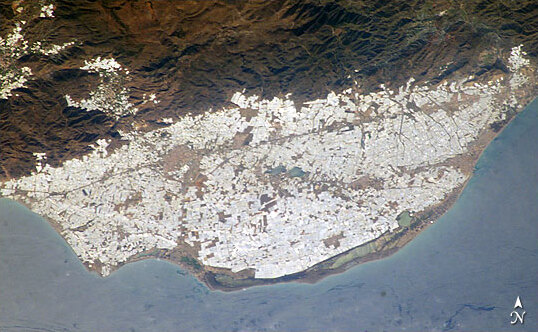
Imagen de satélite del Campo de Dalías y su "mar de plástico" formado por invernaderos.

Ha sido el elemento impulsor de la economía almeriense desde la década de 1960, capaz de un alto nivel de producción para el consumo nacional y la exportación, generador de un sistema empresarial de empresas relacionadas, de servicios auxiliares, comercializadoras, creador de empleo y de un elevado valor añadido bruto (VAB). Su principal exponente se encuentra en el llamado "Campo de Dalías", que incluye los municipios de Dalías, Berja, El Ejido, hasta Adra o en Vícar y Roquetas de Mar. También se ha desarrollado este modelo en el "Campo de Níjar".
Los productos más representativos son: tomate, pimiento, berenjena, calabacín, melón, sandía o pepino. Existe una Indicación geográfica con denominación de origen: Tomate de La Cañada-Níjar. Una variedad característica es el tomate Raf (Resistente a Fusarium).
Empresas: Agroiris, Agroponiente, Agrupaejido, Agrupalmeria, Alhóndiga La Unión, Canalex, Cooperativa provincial agraria y ganadera San Isidro (CASI), CoprohNíjar, Femago,  SAT Costa de Almería, Unica Group, Vicasol. Desde 1981 se celebra la Expo Agro de Almería como punto de negocio y conocimiento de productos y servicios. También se celebra en el levante la Expolevante de Níjar.

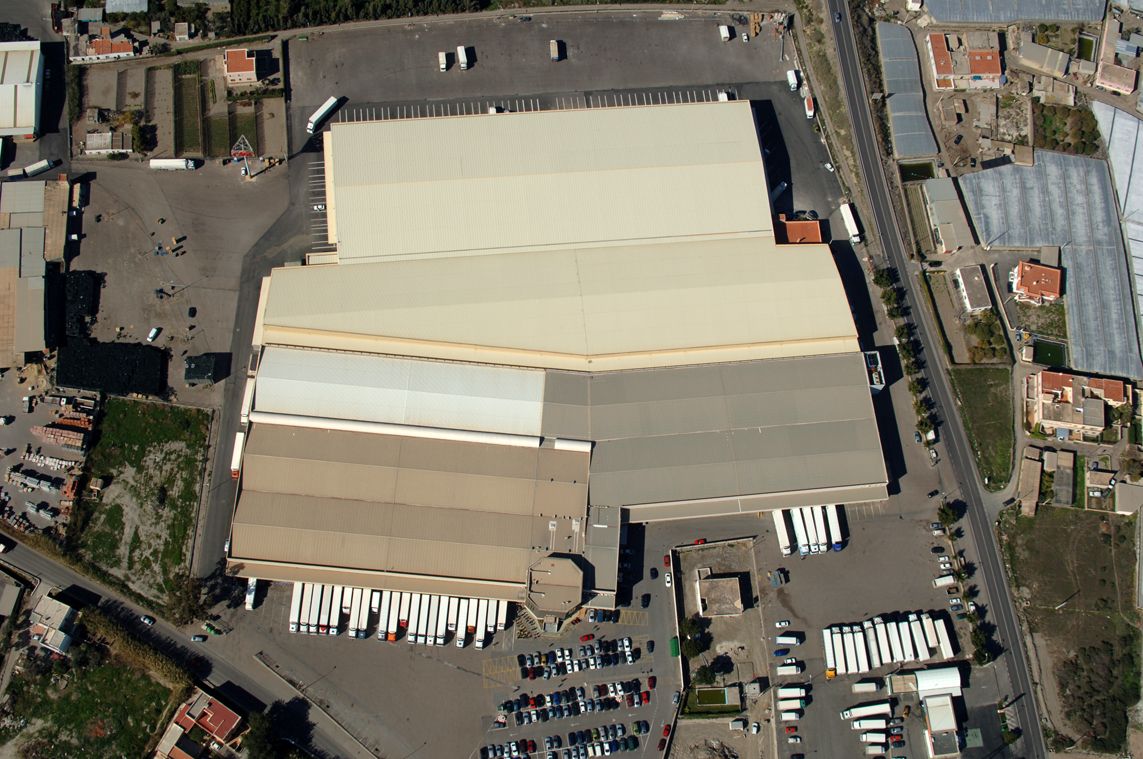
Vista aérea de las instalaciones de la Cooperativa CASI en Almería.

### Sector secundario
Energía Central térmica Litoral de Almería, central carboeléctrica situada en Carboneras, construida hacia 1984 por Endesa.
Automóvil: Empresa Artés fundada por el alhameño José Artés de Arcos.

### Sector terciario

#### Finanzas
El Monte de Piedad y Caja de Ahorros de Almería fueron fundados en 1900 y 1910 respectivamente, entrando en el proceso de fusiones desde 1991 en el que con otras 4 entidades dieron origen a Unicaja. La Caja Rural Provincial fue fundada en 1963 por don Juan del Águila Molina y don Jesús Durbán Remón, que daría lugar a la actual denominación de Cajamar.

#### Transportes
- Antigüedad: Itinerario Antonino.

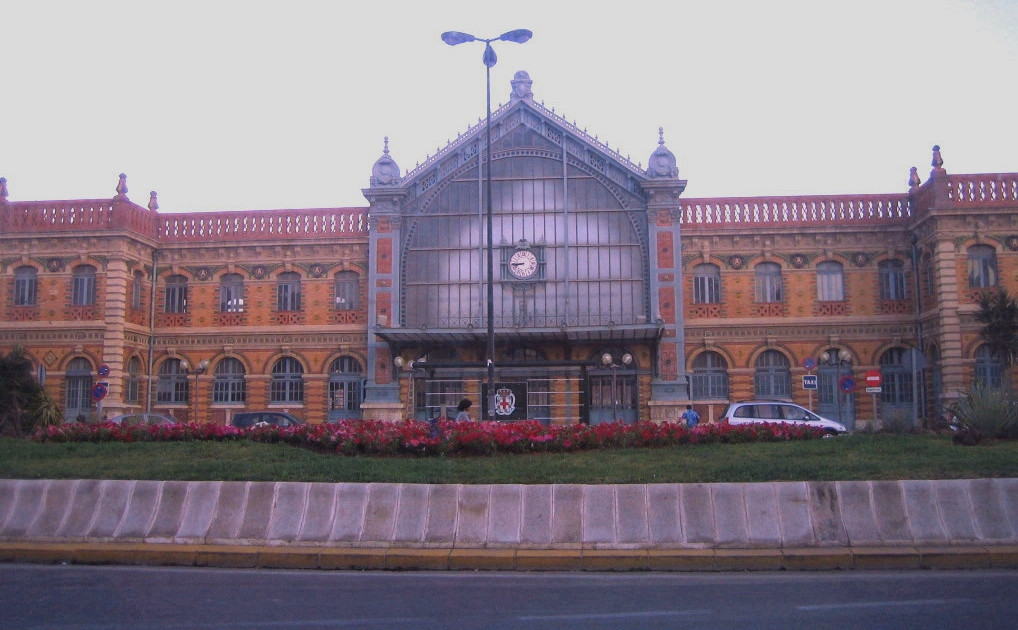
Antigua estación de ferrocarril de Almería.

- Tradicionalmente buenas comunicaciones marítimas e incomunicación con el interior.
- 1757: Único camino de ruedas que enlaza Almería-Guadix por Gérgal.
- 9 de diciembre de 1838: aprobación de la construcción del puerto de Almería.
- 23 de mayo de 1847: Inicio de las obras del puerto de la ciudad de Almería.

Otros puertos: Carboneras, Garrucha, Adra, Almerimar, Roquetas de Mar, Aguadulce, San José y Villaricos.
- Ferrocarril: Ligado a las necesidades mineras, tipo colonial más que para la articulación del territorio.
- 1889: Primera concesión de la línea férrea Almería-Linares (Compañía de los Caminos de Hierro del Sur de España). Entró en funcionamiento en 1899.
- 1890: Entra en funcionamiento la Línea Almendricos-Águilas.
- 1893: Construcción de la Estación de Ferrocarril de Almería.
- 1894: Entra en funcionamiento la Línea Lorca-Baza.
- 1912: Primer tramo de ferrocarril electrificado de España (Santa Fé-Alhama y Gérgal).
- 1941: Todas las líneas férreas de ancho ibérico pasan a depender de RENFE.
- 1968: Aeropuerto de Almería, inaugurado el 6 de febrero por el Jefe del Estado, Francisco Franco, y el Alcalde de Almería, don Guillermo Verdejo Vivas.
- 2005: Nueva Estación Intermodal que ofrece servicios ferroviarios y por carretera, con varias líneas de autobuses.

#### Turismo

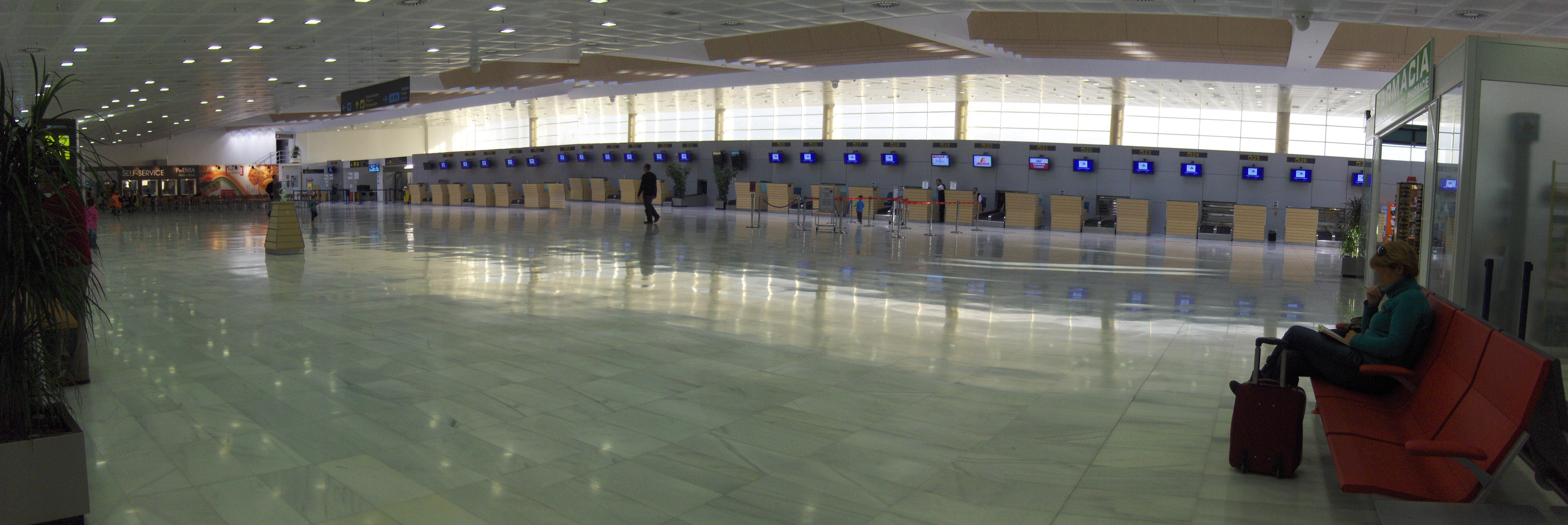
Nueva terminal de Aeropuerto de Almería.

La base es el llamado turismo de sol y playa, aunque desde tiempo atrás funcionan empresas que explotan otros recursos, como Oasys, antes Mini Hollywood, parque temático en el desierto de Tabernas sobre decorados para películas del oeste (spaghetti western) y reserva zoológica, y el turismo rural. La producción de películas también incentivó la construcción de grandes hoteles como el Gran Hotel Almería, para alojar a todo el personal que requerían.
La nueva campaña de promoción turística de Almería se presentó en Fitur, celebrada en enero de 2016 en el Ifema de Madrid, campaña que cuenta con la colaboración del cantante almeriense David Bisbal. El eje principal es el llamado turismo activo, que más allá del tipo de sol y playa más convencional, prioriza una mayor comunión con la naturaleza combinada con la práctica del deporte. Los recursos naturales presentados fueron Sierra Nevada, Sierra de Los Filabres, la Alpujarra Almeriense y los fondos marinos del Parque natural del Cabo de Gata-Níjar. El Ayuntamiento de Vera presentó una propuesta de turismo adaptado para personas con discapacidad.
En 2015 el número de turistas fue 1 251 257, con un total de 4 784 853 pernoctaciones. Supone un 8,3% y un 4,4% más que en 2014, respectivamente, con un descenso de la estancia media. El gasto medio pasó de 59,93 a 62,61 euros diarios. El número de personas empleadas en los hoteles fue de 2800. Los ingresos totales por turismo ascendieron a 1700 millones de euros.

### Sector cuaternario

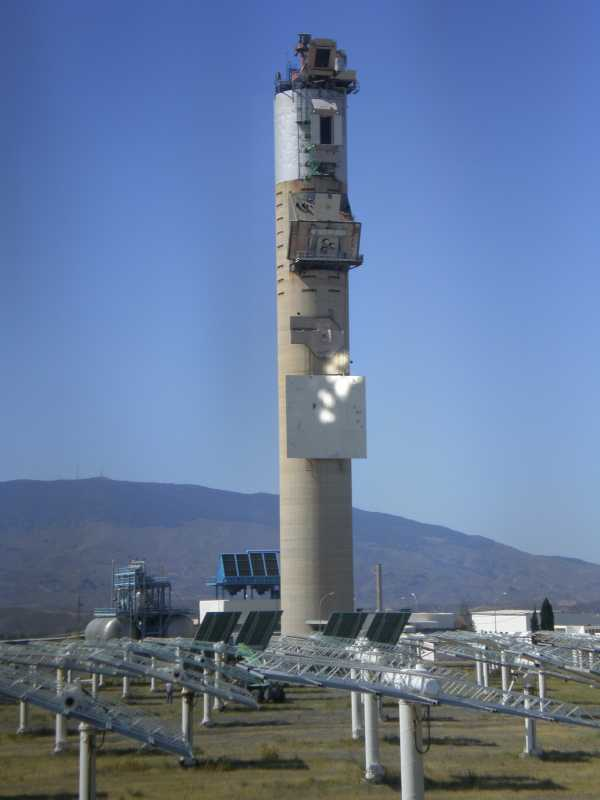
Torre Principal de la Plataforma Solar.

- Parque Científico-Tecnológico de Almería.
- Plataforma Solar de Tabernas.

## Empleo
- Confederación Empresarial de la Provincia de Almería o ASEMPAL, organización empresarial.

## Ferias y muestras
- Expo Agro de Almería,
- Muestra de Vinos y Brandy de Almería
- Expolevante de Níjar
- Expo novias
- SIAL, Salón Inmobiliario de Almería[12]

### Enlaces relacionados
- Cajamar Archivado el 20 de junio de 2012 en Wayback Machine.
- Cámara Oficial de Comercio, Industria y Navegación de Almería
- ASEMPAL, Confederación Empresarial de la Provincia de Almería Archivado el 27 de noviembre de 2004 en Wayback Machine.
- Comercio de Almería Archivado el 7 de octubre de 2010 en Wayback Machine.
- Fundación Cajamar
- Instituto Cajamar
- Unicaja

- Datos: Q5817264